# Nipro

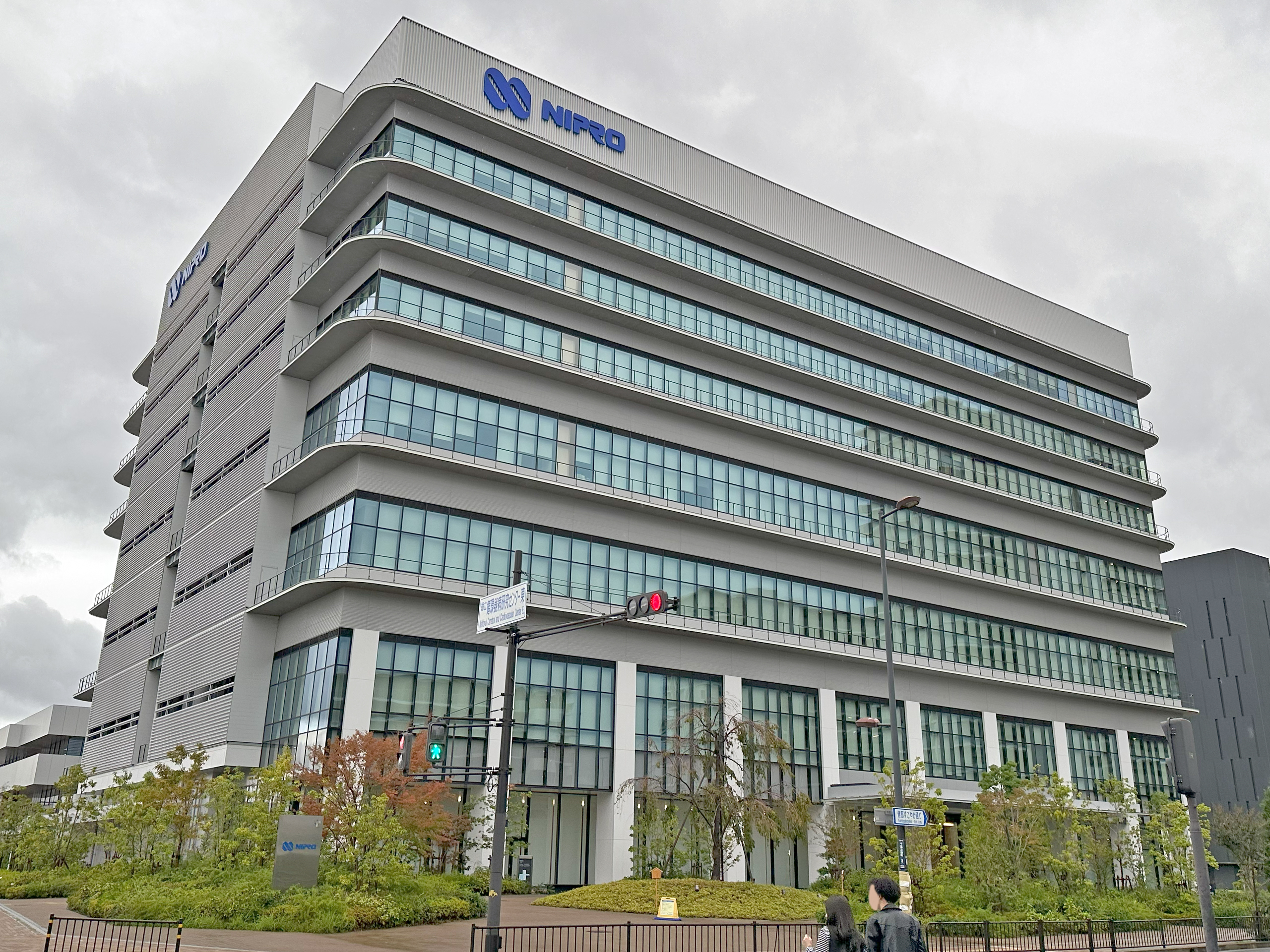
Unternehmenssitz in Settsu

Nipro Corporation (ニプロ株式会社, Nipro Kabushiki-gaisha) ist ein japanischer Konzern, der Medizin- und Pharmaprodukte herstellt und vertreibt.

## Geschichte und Struktur
Das Unternehmen wurde 1954 gegründet, hat seinen Stammsitz in Osaka und ist an der Börse Tokyo gelistet.
Das Unternehmen hatte im März 2022 mehr als 36.000 Mitarbeiter und erwirtschaftete im Wirtschaftsjahr 20212/22 einen Umsatz von 494,78 Mrd. Yen (ca. 3,489 Mrd. Euro). 2022 hat er weltweit 82 Tochterfirmen: davon 17 in Japan, 28 in Asien, 19 in Europa, 15 in Amerika, 3 in Afrika. 

## Produkte
- Dialysegeräte und deren Wartung
- Testsysteme für Blutzucker
- Medizinprodukte für:
  - Dialyse
  - Blutentnahme, Injektionen und Infusionen
  - Anästhesiologie
  - Herz-Lungen-Maschine
- Pharmazeutika
  - Generika
  - Vertragshersteller (CDMO)
  - Reagentien
- Pharmazeutische Verpackungen
  - Ampullen, Durchstechflaschen, Spritzen, Zweikammerbeutel
  - Maschinen zu deren Herstellung
  - Vakuumisolierende Glasflaschen
  - Glasröhren